# Сандру Кордейру
Сандру Раньєрі Гімарайнш Кордейру (порт. Sandro Ranieri Guimarães Cordeiro, нар. 15 березня 1989, Ріашинью) — бразильський футболіст, півзахисник клубу «Белененсеш САД».

## Клубна кар'єра
Народився 15 березня 1989 року в місті Ріашинью, штат Мінас-Жерайс. Вихованець футбольної школи клубу «Інтернасьйонал». Дорослу футбольну кар'єру розпочав 2008 року в основній команді того ж клубу, в якій провів два сезони, взявши участь у 68 матчах чемпіонату. Більшість часу, проведеного у складі «Інтернасьйонала», був основним гравцем команди. За цей час виборов титул володаря Кубка Лібертадорес.

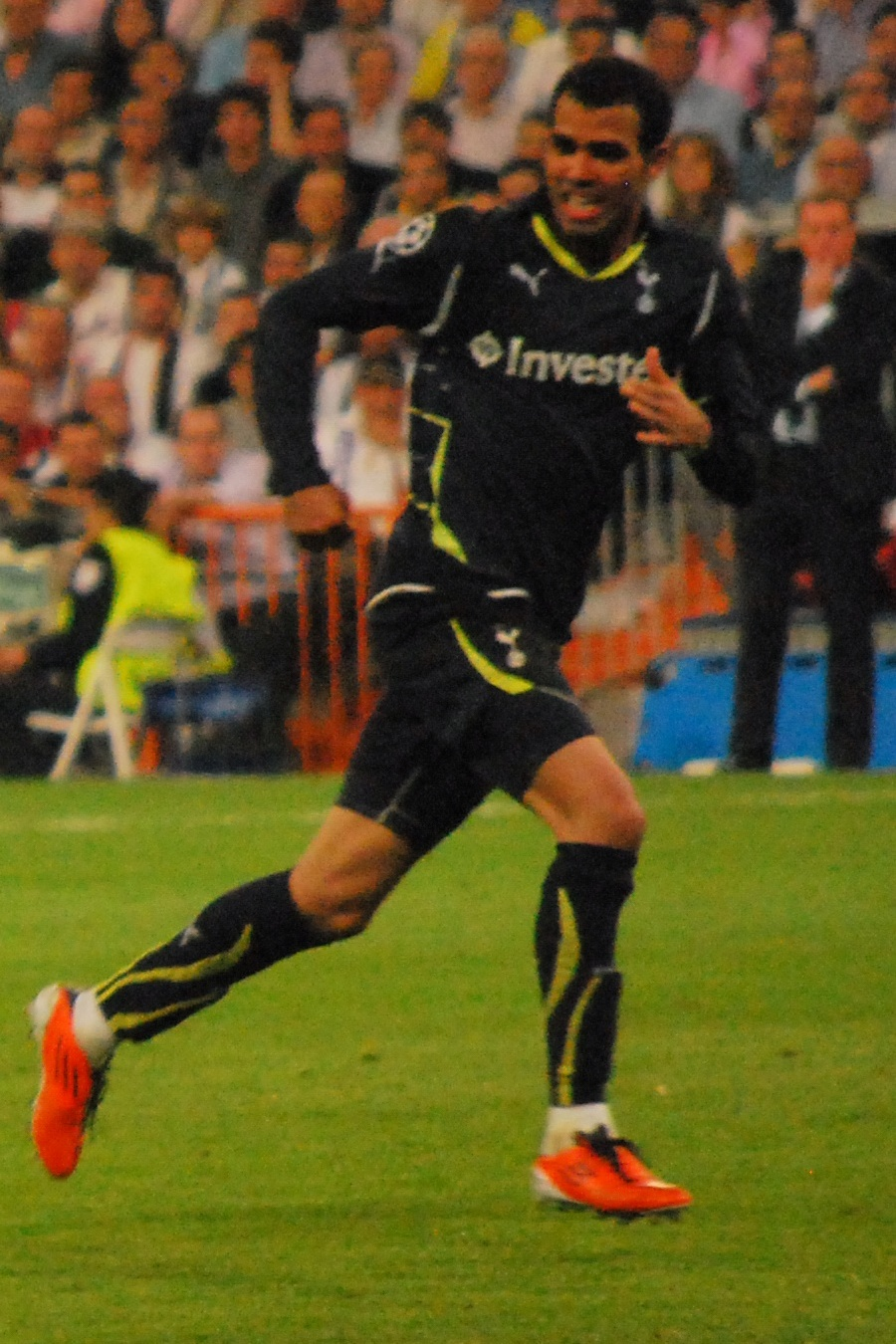
Сандро під час виступів за «Тоттенгем Готспур». 2010 рік.

До складу клубу «Тоттенгем Готспур» приєднався влітку 2010 року, проте закріпитись в основному складі команди так і не зумів, зігравши за чотири роки за лондонський клуб лише 81 матч в Прем'єр-лізі. Причому у останньому для себе сезоні 2013/14 Сандро зіграв лише 17 матчів, програвши конкуренцію Паулінью і Муссі Дембеле.
1 вересня 2014 року Сандру перейшов в «Квінз Парк Рейнджерс» за 10 млн фунтів стерлінгів, проте не зміг врятувати команду від вильоту з Прем'єр-ліги за підсумками сезону 2014/15, в якому столичний клуб зайняв останнє 20 місце. Незважаючи на це бразильський легіонер продовжив виступи за «обручів» у Чемпіоншипі. 29 січня 2016 року перейшов на правах оренди до кінця сезону у інший клуб англійської Прем'єр-ліги «Вест-Бромвіч Альбіон», за який відіграв 12 матчів в національному чемпіонаті.
11 січня 2017 року Сандру підписав контракт на три роки з турецьким клубом «Антальяспор», де провів один рік, після чого виступав в Італії за клуби «Беневенто», «Дженоа» та «Удінезе», але ніде надовго не затримався.
18 січня 2020 року він повернувся на батьківщину після десятиліття гри в Європі і приєднався до клубу «Гояс».
В червні 2021 року Сандру підписав контракт із португальським клубом «Белененсеш САД».

## Виступи за збірні
2009 року залучався до складу молодіжної збірної Бразилії, разом з якою брав участь у молодіжному чемпіонаті Південної Америки 2009 року, де став переможцем. Всього на молодіжному рівні зіграв у 8 офіційних матчах, забив 1 гол.
2012 року захищав кольори олімпійської збірної Бразилії на Олімпійських іграх 2012 року у Лондоні. На турнірі зіграв у всіх шести іграх і забив один гол, здобувши срібні нагороди.
9 вересня 2009 року дебютував в офіційних іграх у складі національної збірної Бразилії в матчі відбору на ЧС-2010 проти збірної Чилі (4:2). Згодом був у розширеному списку збірної у фінальній частині чемпіонату світу, але у остаточну заявку не потрапив.
Наступного року у складі збірної був учасником розіграшу Кубка Америки 2011 року в Аргентині, але на поле не виходив, а його збірна вилетіла у чвертьфіналі.
Всього провів у формі головної команди країни 17 матчів, забивши 1 гол.

## Статистика виступів

### Статистика клубних виступів
| Сезон                            | Команда                          | Чемпіонат                        | Чемпіонат | Чемпіонат | Національний кубок | Національний кубок | Національний кубок | Континентальні кубки | Континентальні кубки | Континентальні кубки | Інші змагання | Інші змагання | Інші змагання | Усього | Усього |
| Сезон                            | Команда                          | Ліга                             | Ігор      | Голів     | Ліга               | Ігор               | Голів              | Ліга                 | Ігор                 | Голів                | Ліга          | Ігор          | Голів         | Ігор   | Голів  |
| -------------------------------- | -------------------------------- | -------------------------------- | --------- | --------- | ------------------ | ------------------ | ------------------ | -------------------- | -------------------- | -------------------- | ------------- | ------------- | ------------- | ------ | ------ |
| 2008                             | «Інтернасьйонал»                 | A                                | 7         | 2         | -                  | -                  | -                  | -                    | -                    | -                    | -             | -             | -             | 7      | 2      |
| 2009                             | «Інтернасьйонал»                 | ЛГ+A                             | 13+27     | 0+1       | -                  | -                  | -                  | ЛЧ                   | 4                    | 0                    | -             | -             | -             | 44     | 1      |
| 2010                             | «Інтернасьйонал»                 | ЛГ+A                             | 13+9      | 0+1       | -                  | -                  | -                  | ЛЧ                   | 16                   | 0                    | КЧС           | 1             | -             | 39     | 1      |
| Усього за «Інтернасьйонал»       | Усього за «Інтернасьйонал»       | Усього за «Інтернасьйонал»       | 68        | 4         |                    | -                  | -                  |                      | 20                   | 0                    |               | 1             | 0             | 90     | 4      |
| 2010–11                          | «Тоттенгем Готспур»              | ПЛ                               | 19        | 1         | КА+КЛ              | 1+2                | 0                  | ЛЧ                   | 4                    | 0                    | -             | -             | -             | 26     | 1      |
| 2011–12                          | «Тоттенгем Готспур»              | ПЛ                               | 23        | 0         | КА+КЛ              | 1+1                | 0                  | ЛЄ                   | 2                    | 0                    | -             | -             | -             | 27     | 0      |
| 2012–13                          | «Тоттенгем Готспур»              | ПЛ                               | 22        | 1         | КА+КЛ              | 0+0                | 0                  | ЛЄ                   | 5                    | 0                    | -             | -             | -             | 27     | 1      |
| 2013–14                          | «Тоттенгем Готспур»              | ПЛ                               | 17        | 1         | КА+КЛ              | 0+1                | 0                  | ЛЄ                   | 7                    | 0                    | -             | -             | -             | 25     | 1      |
| Усього за «Тоттенгем Готспур»    | Усього за «Тоттенгем Готспур»    | Усього за «Тоттенгем Готспур»    | 81        | 3         |                    | 6                  | 0                  |                      | 18                   | 0                    |               |               |               | 104    | 3      |
| 2014–15                          | «Квінз Парк Рейнджерс»           | ПЛ                               | 17        | 1         | КА+КЛ              | 0                  | 0                  | -                    | -                    | -                    | -             | -             | -             | 17     | 1      |
| 2015–16                          | «Квінз Парк Рейнджерс»           | Ч (ІІ)                           | 11        | 0         | КА+КЛ              | 0                  | 0                  | -                    | -                    | -                    | -             | -             | -             | 11     | 0      |
| Усього за «Квінз Парк Рейнджерс» | Усього за «Квінз Парк Рейнджерс» | Усього за «Квінз Парк Рейнджерс» | 28        | 1         |                    |                    |                    |                      |                      |                      |               |               |               | 28     | 1      |
| 2015–16                          | «Вест-Бромвіч Альбіон»           | ПЛ                               | 11        | 0         | КА+КЛ              | 0                  | 0                  | -                    | -                    | -                    | -             | -             | -             | 1      | 0      |
| Усього за кар'єру                | Усього за кар'єру                | Усього за кар'єру                | 189       | 8         |                    | 6                  | 0                  |                      | 43                   | 0                    |               | 2             | 0             | 240    | 8      |

### Статистика виступів за збірну
| Дата       | Місто        | Господарі            | Результат | Гості      | Турнір            | Голи | Примітки |
| ---------- | ------------ | -------------------- | --------- | ---------- | ----------------- | ---- | -------- |
| 09/09/2009 | Салвадор     | Бразилія             | 4 – 2     | Чилі       | Відбір до ЧС 2010 | -    |          |
| 03/10/2010 | Абу-Дабі     | Бразилія             | 2 – 0     | Іран       | товариський матч  | -    |          |
| 11/10/2010 | Дербі        | Бразилія             | 2 – 0     | Україна    | товариський матч  | -    |          |
| 09/02/2011 | Париж        | Франція              | 1 – 0     | Бразилія   | товариський матч  | -    |          |
| 27/03/2011 | Лондон       | Бразилія             | 2 – 0     | Шотландія  | товариський матч  | -    |          |
| 04/06/2011 | Гояс         | Бразилія             | 0 – 0     | Нідерланди | товариський матч  | -    |          |
| 08/06/2011 | Сан-Паулу    | Бразилія             | 1 – 0     | Румунія    | товариський матч  | -    |          |
| 10/11/2011 | Лібревіль    | Габон                | 0 – 2     | Бразилія   | товариський матч  | 1    |          |
| 28/02/2012 | Санкт-Галлен | Боснія і Герцеговина | 1 – 2     | Бразилія   | товариський матч  | -    |          |
| 26/05/2012 | Гамбург      | Данія                | 1 – 3     | Бразилія   | товариський матч  | -    |          |
| 30/05/2012 | Вашингтон    | США                  | 1 – 4     | Бразилія   | товариський матч  | -    |          |
| 03/06/2012 | Арлингтон    | Бразилія             | 0 – 2     | Мексика    | товариський матч  | -    |          |
| 09/06/2012 | Нью-Йорк     | Аргентина            | 4 – 3     | Бразилія   | товариський матч  | -    |          |
| 15/08/2012 | Стокгольм    | Швеція               | 0 – 3     | Бразилія   | товариський матч  | -    |          |
| 10/09/2012 | Сан-Паулу    | Бразилія             | 8 – 0     | КНР        | товариський матч  | -    |          |
| 11/10/2012 | Сан-Паулу    | Бразилія             | 6 – 0     | Ірак       | товариський матч  | -    |          |
| 16/10/2012 | Нью-Йорк     | Японія               | 0 – 4     | Бразилія   | товариський матч  | -    |          |
| Усього     |              | Матчів               | 17        |            | Голів             | 1    |          |

## Титули і досягнення
- Чемпіон штату Ріу-Гранді-ду-Сул (2):

«Інтернасьйонал»: 2008, 2009
- Володар Південноамериканського кубка (1):

«Інтернасьйонал»: 2008
- Володар Кубка банку Суруга (1):

«Інтернасьйонал»: 2009
- Володар Кубка Лібертадорес (1):

«Інтернасьйонал»: 2010
Збірні
- Переможець молодіжного чемпіонату Південної Америки (1):

Бразилія U-20: 2009
- Срібний олімпійський призер: 2012